# Далгат, Дженнет Магомедовна
Дженнет Магомедовна Далгат (1885, Урахи — 1938, Владикавказ) — советский и дагестанский композитор, музыкальный и общественный деятель. Первая женщина с высшим образованием и первая женщина композитор из Северного Кавказа. Основоположник музыкального образования Дагестана. Дочь государственного деятеля Магомеда Далгата. Мать дирижёра Джемала Далгата.

## Биографические сведения
Родилась в 1885 году в селе Урахи Даргинского округа Дагестанской области в семье видного государственного деятеля, депутата Государственной думы Российской Империи IV созыва, комиссара по управлению Дагестанской областью Магомеда Далгат и дочери персидского консула в Ростове-на-Дону Ниса — Ханум Далгат. По национальности — даргинка.
Ещё с детских лет она увлекалась музыкой. Затем уехала в Германию и поступила в Музыкальную консерваторию в городе Лейпциг, где с отличием закончила её в 1909 году по классу фортепиано, а в 1913 году окончила Высшую школу исполнительского мастерства. В период учёбы в консерватории её учителем был профессор Альфред Рейзанауэр. С 1913 по 1925 годы она вела активную концертную деятельность по городам России и Европы. В результате она получила широкую известность и успех. Многие журналы и газеты зарубежной Европы сообщали о её концертах, проходивших при переполненных залах. И так она становится первой женщиной горянкой и первой женщиной композитором из Северного Кавказа с высшим образованием.
В тот период, когда она получала второе высшее образование в Лейпцигской консерватории, с ней был её маленький сын Джемал, родившийся в 1920 году. С детских лет он был погружен в немецкую культуру, оказался в самом центре развития и расцвета музыкального исполнительства в Германии. В дальнейшем он становится художественным руководителем Михайловского театра в Ленинграде, возглавлял Санкт-Петербург оркестр, получил звание Заслуженного деятеля искусств РСФСР и народного артиста РСФСР, Дагестанкой АССР и ЧИАССР. Погиб при пожаре в 1991 году в собственном доме, пытаясь спасти архив деда Депутата Государственной думы Российской Империи IV созыва, доктора медицины Магомеда Далгата.
После Октябрьской революции 1917 года наряду с музыкальным исполнительством она занималась педагогической деятельностью, работала в Дагестанской области, оказывая властям и композиторам непосредственную помощь в организации Музыкального училища в городе Махачкала. В училище она вела класс фортепиано. В 1924 году народный комиссар просвещения Дагестанской АССР Алибек Тахо-Годи выдал её командировочный лист в Лейпциг для получения навыков профессионального композиторского мастерства. После командировки она сочиняла мелодии в разных жанрах, черпая интонации и из дагестанской народной музыки.
Дженнет Далгат обозначила важные вехи в развитии дагестанской музыкальной культуры: заложила начало инструментальному исполнительству, явилась основоположником жанра и формы квартета и циклической полифонической композиции, в обработке народного напева и наигрыша. Она стояла у истоков композиторской и музыкально- педагогической школ Дагестана, была музыкантом-просветителем, стремящимся поделиться своими знаниями и образованием с представителями молодого поколения.
Дженнет Магомедовна умерла в 1938 году в возрасте 53 лет, похоронена во Владикавказе.
Её именем названа улицы в городах Махачкала[где?], Дербенте[когда?], Буйнакске и в селе Сергокала. В её честь в музыкальном училище Махачкалы проходят встречи, конференции и фестивали.